# Лопатинка (приток Прута)
Лопатинка (укр. Лопатінка, рум. Lopatinca) — река на Украине и в Молдавии. Является левым притоком реки Прут, имеет длину 57 км и площадь 257 км².
Берёт начало в Черновицкой области Украины и течёт на юго-запад. Проходит через населённые пункты Гриманкауцы, Бричаны, Табаны, Старые Каракушаны, Коржеуцы и к западу от деревни Лопатник втекает в Прут.